# IC 4504
IC 4504 ist eine linsenförmige Galaxie vom Hubble-Typ S0 im Sternbild Bärenhüter am Nordsternhimmel. Sie ist schätzungsweise 446 Millionen Lichtjahre von der Milchstraße entfernt.
Das Objekt wurde am 25. Juli 1895 von Stéphane Javelle entdeckt.